# Газырское сельское поселение
Газырское сельское поселение — муниципальное образование в Выселковском районе Краснодарского края России.
В рамках административно-территориального устройства Краснодарского края ему соответствует Газырский сельский округ.
Административный центр — посёлок Газырь.

## Население
| 2010  | 2012  | 2013  | 2014  | 2015  | 2016  | 2017  |
| ----- | ----- | ----- | ----- | ----- | ----- | ----- |
| 4641  | ↘4549 | ↘4499 | ↘4448 | ↘4375 | ↘4307 | ↘4281 |
| 2018  | 2019  | 2020  | 2021  | 2023  |       |       |
| ↘4241 | ↘4203 | ↘4165 | ↘4089 | ↘3977 |       |       |

## Населённые пункты
В состав сельского поселения (сельского округа) входят 6 населённых пунктов:
| № | Населённый пункт | Тип населённого пункта | Население (чел.) |
| - | ---------------- | ---------------------- | ---------------- |
| 1 | Газырь           | посёлок                | ↘1925            |
| 2 | Советский        | посёлок                | ↘314             |
| 3 | Октябрьский      | посёлок                | ↘423             |
| 4 | Гражданский      | посёлок                | ↘1690            |
| 5 | Отважный         | посёлок                | ↘209             |
| 6 | Красный          | посёлок                | ↘80              |